# NAHL 1974/1975
Sezóna 1974/1975 byla 2. ročníkem North American Hockey League. Vítězem základní části se stal podruhé tým Syracuse Blazers.  Celkový vítěz se stal tým Johnstown Jets, který porazil ve finále playoff tým Broome County Dusters.

## Základní část
| Vysvětlivka                     |
| ------------------------------- |
| Postupující o postup do playoff |

| Poř. | Tým                    | Z  | V  | R  | P | VG  | OG  | B  |
| ---- | ---------------------- | -- | -- | -- | - | --- | --- | -- |
| 1.   | Syracuse Blazers       | 74 | 46 | 25 | 3 | 345 | 232 | 95 |
| 2.   | Philadelphia Firebirds | 74 | 40 | 31 | 3 | 311 | 288 | 83 |
| 3.   | Broome Dusters         | 74 | 39 | 32 | 3 | 293 | 286 | 81 |
| 4.   | Johnstown Jets         | 74 | 38 | 32 | 4 | 274 | 255 | 80 |
| 5.   | Cape Codders           | 74 | 32 | 38 | 4 | 319 | 310 | 68 |
| 6.   | Mohawk Valley Comets   | 74 | 31 | 38 | 5 | 312 | 346 | 67 |
| 7.   | Long Island Cougars    | 74 | 29 | 40 | 5 | 271 | 280 | 63 |
| 8.   | Maine Nordiques        | 74 | 27 | 46 | 1 | 266 | 394 | 55 |